# ISO 50005
Die ISO 50005 ist eine internationale Norm und enthält Anleitungen für Organisationen zur Festlegung und Umsetzung einer schrittweisen Implementierung eines Energiemanagementsystems (EnMS). Dieser schrittweise Ansatz unterstützt die Implementierung eines EnMS für alle Arten von Organisationen und vereinfacht diese insbesondere für kleine und mittlere Unternehmen (KMU).

## Allgemein
Ziel ist laut der Einleitung der Norm:

„This document is intended to enable organizations to initiate and improve energy management practices by following a systematic approach with appropriate effort given their resources and context resulting in continual energy performance improvement.“

„Dieses Dokument soll es Unternehmen ermöglichen, Energiemanagementpraktiken zu initiieren und zu verbessern, indem sie einen systematischen Ansatz verfolgen und angesichts ihrer Ressourcen und ihres Kontextes angemessene Anstrengungen unternehmen, um die energiebezogene Leistung fortlaufend zu verbessern. (eigene Übersetzung)“

Hierzu beschreibt die ISO 50005 wie Organisationen über zwölf zentrale Elemente mit jeweils vier Umsetzungsstufen bzw. Reifegraden (sog. Level) hinweg einen schrittweisen Weg hin zu einem vollumfänglichen Energiemanagementsystem beschreiten können. Basierend auf der Analyse des aktuellen Standes der eigenen Energiemanagementpraktiken können die Organisationen für jedes Element eine angemessene Implementierungsgeschwindigkeit und das gewünschte Level auswählen.
Die ISO 50005 ist an die ISO 50001, eine international gültige Norm der International Organization for Standardization (ISO) zur Unterstützung von Organisationen und Unternehmen beim Aufbau eines systematischen EnMS, angelehnt. Die Einführung der ISO 50005 dient nicht dazu, die ISO 50001 zu ersetzen, sondern soll vielmehr die Einführung von EnMS bei einem erweiterten Adressatenkreis fördern.
Laut der ISO 50005 soll eine gut geplante schrittweise Implementierung eines EnMS die Kosten und den Einsatz anderer Ressourcen senken und gleichzeitig kurzfristigen Erfolg bieten, auf dem aufgebaut werden kann. Dies soll dazu beitragen, Hindernisse für die Umsetzung in Organisationen mit begrenzten Ressourcen wie KMU zu überwinden.
Der Leitfaden wurde vom ISO Technical Committee 301 innerhalb der Working Group 1 erarbeitet, die auch die Erarbeitung und Revision der ISO 50001:2018 verantwortet. Der internationale Standard ISO 50005 wurde im September 2021 auf englischer Sprache veröffentlicht. Eine Übersetzung der ISO 50005 ist für Anfang des Jahres 2022 vorgesehen. Um die Anwender bei der Umsetzung der ISO 50005 zu unterstützen, sollen im Zuge der Veröffentlichung auch Arbeitshilfen auf der Internetseite des Umweltbundesamtes zur Verfügung gestellt werden. Ein BMU/UBA-Forschungsvorhaben unterstützt die Erarbeitung und Verbreitung der Norm. Dieses wird von der Arqum GmbH, prisma consult GmbH, Nathanael Harfst, Ludwig Glatzer und PwC Legal durchgeführt.

## Elemente und Level
Die Elemente und Level beschreiben ein Reifegradmodell (maturity model) anhand dessen Organisationen ihren eignen aktuellen Reifegrad bestimmen und konkret Ziele bzgl. des angestrebten Reifegrades des eignen EnMS setzen können. Hierdurch soll eine systematisierte und schrittweise Einführung und Umsetzung von EnMS gefördert werden. Die folgenden 12 Elemente, die sich an wesentliche Inhalte der ISO 50001:2018 orientieren, sind im aktuellen Entwurf angelegt.
Element 1 – Kontext der Organisation
Element 2 – Führung
Element 3 – Ressourcen
Element 4 – Energetische Bewertung
Element 5 – Energieleistungskennzahlen und energetische Ausgangsbasen
Element 6 – Ziele, Energieziele und Aktionspläne
Element 7 – Überwachung, Messung und Analyse
Element 8 – Kompetenz und Bewusstsein
Element 9 – Betrieb und Wartung
Element 10 – Beschaffung und Auslegung
Element 11 – Verfahren zur Kommunikation und Kontrolle dokumentierter Information
Element 12 – Management Bewertung
Für jedes Element finden sich Anforderungen, die in vier Level unterteilt sind. Die vier Level stellen eine Staffelung von einem geringen Grad an Erfahrung im Energiemanagement zu einem Niveau dar, das sich der Konformität mit den Anforderungen der ISO 50001 nähert. Ein nach der ISO 50005 aufgebautes funktionierendes EnMS kann anschließend erweitert werden, um alle Anforderungen der ISO 50001 zu erfüllen. Die vier Ebenen können laut dem aktuellen Entwurf wie folgt beschrieben werden:
Stufe 1: Energiemanagement aktivieren
Anfängliche Managementunterstützung | gewisses Bewusstsein und Verständnis für den Energieverbrauch und Möglichkeiten zur Energieeinsparung | Erfassung einiger Energiedaten (z. B. Energierechnungen) | keine systematischen Energiemanagementpraktiken.
Stufe 2: Verbesserung des Energiemanagements
Energiepolitik vorhanden | formelles Energiemanagementteam | grundlegende Analyse des Energieverbrauchs und der Energiekosten | Bewertung von Möglichkeiten zur Energieeinsparung | einige systematische Energiemanagementpraktiken.
Stufe 3: Aufstrebendes EnMS
Systematische Energiemanagementpraktiken | Energiemanagement wird strategisch | Überwachung und Überprüfung verbessert | Einhaltung von Gesetzen ist Teil des EnMS | die Organisation lernt.
Stufe 4: Etabliertes EnMS
Fortlaufende Verbesserung des EnMS und der energiebezogenen Leistung | Kernelemente der ISO 50001 implementiert | System ist bereit für die Lückenanalyse im Vergleich zu ISO 50001, falls gewünscht.

## Rechtlicher Anwendungsbereich in Deutschland
Im Zuge der Umsetzung des bundesweiten Brennstoffemissionshandels („CO2-Preis“) ist bereits eine Steigerung der Brennstoff- bzw. Energiepreise zu beobachten. Die deutsche Bundesregierung plant daher, dass Unternehmen, die im internationalen Wettbewerb stehen und durch den Brennstoffemissionshandel benachteiligt werden, einen finanziellen Ausgleich erhalten. Voraussetzung dafür soll sein, dass diese Unternehmen ein EnMS betreiben und Einsparmaßnahmen umsetzen, die zur Senkung von Energieverbrauch und CO2-Emissionen beitragen.
Die ISO 50005 findet in der „Verordnung über Maßnahmen zur Vermeidung von Carbon-Leakage durch den nationalen Brennstoffemissionshandel“, welche am 31. März 2021 beschlossen wurde bereits Verwendung. Konkret ist vorgesehen, dass Unternehmen mit einem Verbrauch von fossilen Brennstoffen über 10 GWh pro Jahr ein EnMS nach ISO 50001 nachweisen müssen, um entsprechende Entlastungen beanspruchen zu können. Bei kleineren Unternehmen soll ein nicht zertifiziertes EnMS nach ISO 50005 Level 3 oder die Teilnahme an einem Energieeffizienz- und Klimaschutznetzwerk genügen.